# اليوم العالمي للعصفور الدوري

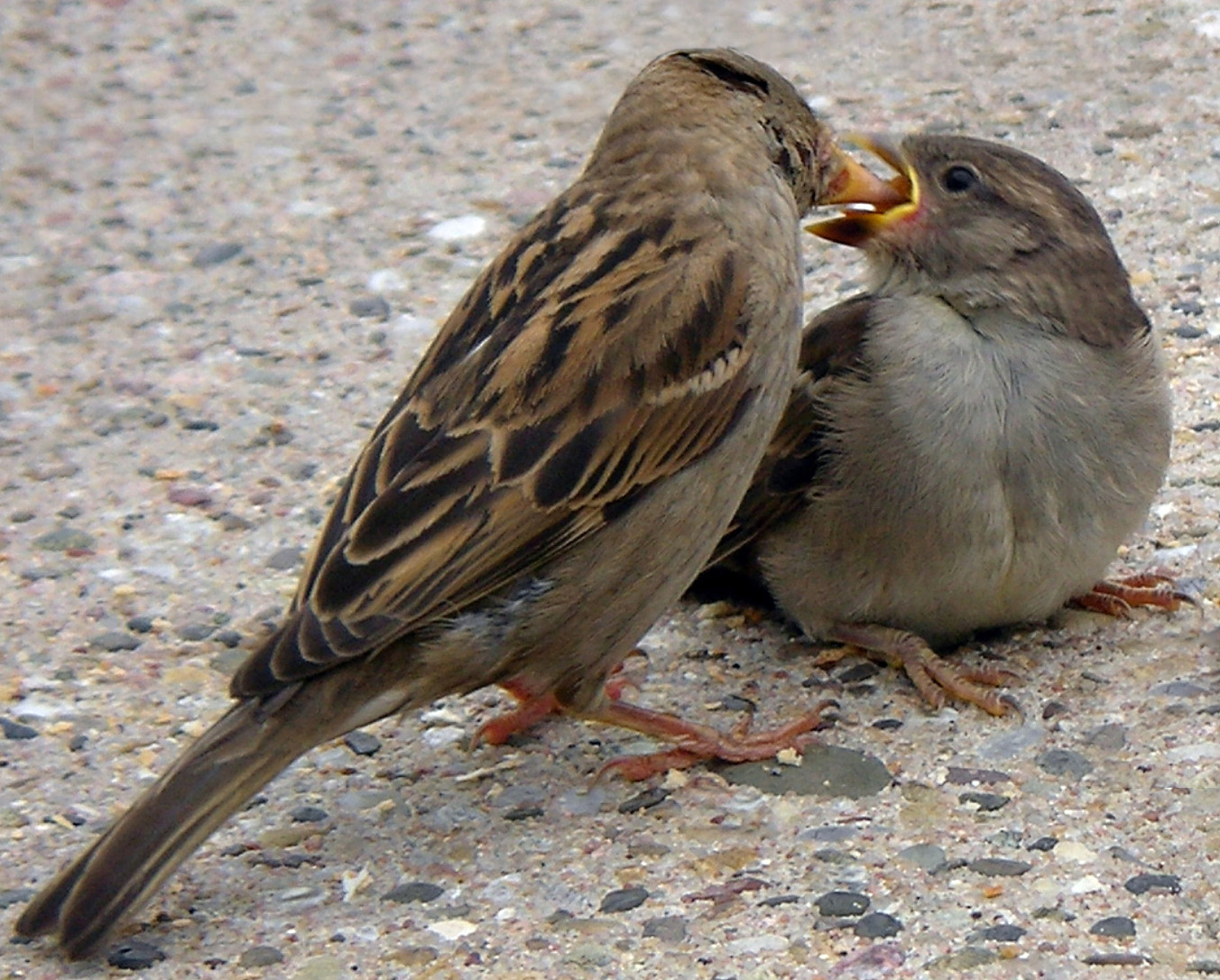

«اليوم العالمي للعصفور الدوري» هو يوم خصص لزيادة الوعي بالعصفور الدوري والطيور الأخرى الشائعة في البيئات الحضرية والتهديدات التي تتعرض لها هذه الطيور، ويحتفل به في 20 آذار (مارس). تعتبر هذه الاحتفالية مبادرة دولية أطلقتها جمعية طبيعة للأبد في الهند بالتعاون مع مؤسسة Eco-Sys Action في فرنسان وعددٍ من المنظمات المحلية والدولية الأخرى في جميع أنحاء العالم.
أنشأ جمعية طبيعة للأبد «محمد ديلاوار»، وهو ناشط هندي في مجال البيئة، بدأ عمله بمساعدة عصافير الدوري في منطقة ناشيك، وقد أعلنته مجلة تايم أحد «أبطال البيئة» عام 2008 تقديراً لجهوده. نشأت فكرة تخصيص يوم للاحتفال باليوم العالمي للعصفور الدري خلال نقاش غير رسمي جرى في مكتب جمعية طبيعة للأبد. كانت الفكرة هي تخصيص يوم لعصفور الدوري لإيصال رسالة للحفاظ على الدوري والطير الأخرى الشائعة والاحتفال بيوم لتقدير التنوع البيولوجي المشترك. احتفل بهذا اليوم للمرة الأولى عام 2010 في مختلف أنحاء العالم. وقد تم الاحتفال باليوم من خلال تنفيذ عدّة أنواع من الأنشطة والفعاليات كالمسابقات الفنية وحملات التوعية والتفاعل مع وسائل الإعلام.
ثمة رؤية أوسع لليوم العالمي لعصافير الدوري، وهي توفير منصفة يمكن للناس من خلالها العمل على الحفاظ على عصافير الدوري والطيور الأخرى الشبيهة والتواصل وتبادل الأفكار ذات العلاقة التي ستؤدي إلى تحسين العلوم وتحقيق نتائج أفضل. تهدف إلى توفير أرضية للناس من جميع أنحاء العالم للالتقاء وتشكيل قوة يمكنها أن تلعب دوراً مهماً في نشر الوعي حول الحاجة للحفاظ على التنوع البيولوجي المشترك أو الأنواع ذات حالة الحفظ الأقل.

## وصلات خارجية
- World Sparrow Day